# Nueva Baviera
Nueva Baviera o Ex Ingenio Nueva Baviera es una localidad argentina ubicada en el departamento Famaillá de la Provincia de Tucumán. Se halla conurbada con la ciudad de Famaillá, encontrándose al sudeste de la misma y separadas por la vieja traza de la Ruta Nacional 38.
Su principal vía de comunicación es la mencionada Ruta 38, destacándose asimismo la ruta Provincial 323 que la vincula con Río Colorado y con la Ruta Nacional 157.
Se formó en torno al ingenio Nueva Baviera, cerrado en 1966. Este ingenio constituía además no solo la principal fuente laboral de Nueva Baviera sino también una de las más importantes de Famaillá.
En 1976 con la dictadura autodenominada Proceso de Reorganización Nacional se convirtió en un centro clandestino de detención.

## Población
Durante los últimos censos nacionales se la incluyó dentro del aglomerado urbano de Famaillá, el cual cuenta con una población total de 22,924 habitantes (Indec, 2010).